# Idioma mota
Mota es una lengua oceánica hablada por unas 750 personas en la isla Mota, en las islas Banks de Vanuatu. Es el idioma Torres-Banks más conservador y el único que mantiene intacto su sistema heredado de cinco vocales y al mismo tiempo conserva la mayoría de las vocales finales.
El idioma lleva el nombre de la isla.

## Historia
Durante el período 1840-1940, el mota se utilizó como lengua franca misionera en todas las áreas de Oceanía incluidas en la Misión Melanesia, una agencia misionera anglicana. Mota se utilizó en la isla Norfolk, en educación religiosa; en otras islas con diferentes lenguas vernáculas, sirvió como lengua de oraciones litúrgicas, himnos y algunos otros propósitos religiosos. Elizabeth Fairburn Colenso tradujo material religioso al idioma.
Robert Henry Codrington compiló el primer diccionario de Mota (1896) y trabajó con George Sarawia y otros para producir una gran cantidad de publicaciones tempranas en este idioma.

## Fonológia

### Inventario fonológico
Mota contrasta fonémicamente 14 consonantes y 5 vocales, /ieaou/. Estos 19 fonemas forman el inventario fonémico más pequeño entre las lenguas Torres-Banks, porque no sufrió hibridación vocal y también fusionó dos consonantes antiguas *ⁿd y *n.
|              |              | Labiovelares | Bilabiales | Alveolares | Dorsales |
| ------------ | ------------ | ------------ | ---------- | ---------- | -------- |
| Nasales      | Nasales      | ŋ͡mʷ ⟨m̄⟩      | m ⟨m⟩      | n ⟨n⟩      | ŋ ⟨n̄⟩    |
| Oclusivas    | Oclusivas    | k͡pʷ ⟨q⟩      | p ⟨p⟩      | t ⟨t⟩      | k ⟨k⟩    |
| Fricativas   | Fricativas   |              | β ⟨v⟩      | s ⟨s⟩      | ɣ ⟨g⟩    |
| Róticas      | Róticas      |              |            | r ⟨r⟩      |          |
| Aproximantes | Aproximantes | w ⟨w⟩        |            | l ⟨l⟩      |          |

- Existe libre variación entre [β] y [f].

|             | Anterior | Posterior |
| ----------- | -------- | --------- |
| Cerradas    | i        | u         |
| Semicerrada | e        | o         |
| Abierta     | a        | a         |

No hay estrés en Mota. Como resultado, las penúltimas vocales altas tienden a eliminarse, creando nuevos grupos de consonantes (ver más abajo).

### Fonotáctica
Proto-Torres-Banks, el antepasado de todas las lenguas Torres-Banks, incluido el mota, se reconstruye como una lengua con sílabas abiertas de tipo {CV} y sin sílaba cerrada {CVC}. Ese perfil fonotáctico se ha conservado en muchas palabras del Mota moderno (por ejemplo, salagoro [salaɣoro] “recinto secreto para rituales de iniciación”, ran̄oran̄o [raŋoraŋo] “Acalypha hispida”), a diferencia de las lenguas circundantes que creaban sílabas cerradas de forma masiva. Dicho esto, el Mota moderno también refleja la pérdida regular de las vocales altas átonas *i y *u, un proceso ya incipiente en los primeros testimonios de la lengua (alrededor de 1860) y completado en el Mota moderno. Sin embargo, se cree que este es un proceso relativamente reciente en comparación con otras lenguas de Torres-Banks, porque cuando se comparan los dialectos Maligo y Veverao, como Maligo rusag y Veverao rusai (< *rusagi ), se muestra que la pérdida vocálica alta debe haber ocurrido después la pérdida irregular de Veverao g en el marcador transitivo -ag / -ai (< *-agi ). Como resultado, muchas palabras Mota modernas ahora presentan consonantes finales y/o grupos de consonantes : por ejemplo, pa l [pal] (< palu ) "robar"; sn aga [snaɣa] (< sinaga ) "alimento vegetal"; pt e pt e [ptepte] (< putepute ) "sentarse".

### Literature
El Nuevo Testamento fue traducido por Robert Henry Codrington, John Palmer, John Coleridge Patteson y L. Pritt, todos de la Misión Melanesia. La Biblia se publicó en 1912 y luego se revisó en 1928. El Nuevo Testamento (O Vatavata we Garaqa) fue revisado nuevamente por WG Ivens de la Misión Anglicana Melanesia y publicado en 1931 por la Sociedad Bíblica Británica y Extranjera (BFBS). El Libro de Oración Anglicano se publicó en Mota en 1947.